# Benzfetamina
Benzfetamina – organiczny związek chemiczny, lek odchudzający o działaniu stymulującym, pochodna amfetaminy. Nazwa handlowa benzfetaminy to Didrex.